# Kim Kyu-hun
Kim Kyu-hun (* 17. Oktober 1982 in Seoul) ist ein ehemaliger südkoreanischer Eishockeyspieler, der 2010 und 2011 mit Anyang Halla die Asia League Ice Hockey gewann. Von 2013 bis 2017 war er im Trainerstab von Daemyung Sangmu tätig.

## Karriere
Kim Kyu-hun begann seine Karriere als Eishockeyspieler in der Mannschaft von Whimun, für die er bis 2003 spielte. Von 2004 bis 2007 spielte er für Kangwon Land zunächst in der südkoreanischen Liga und ab 2005 in der Asia League Ice Hockey. Anschließend wechselte er zum Spitzenteam Anyang Halla, mit dem er 2010 und 2011 die Asia League gewinnen konnte. Nach der zweiten ALIH-Meisterschaft beendete er seine Profikarriere, spielte aber von 2013 bis 2015 in der koreanischen Eishockeyliga für die Titans. Nachdem er 2015 mit dem Special Price der Liga ausgezeichnet wurde, beendete er seine aktive Laufbahn.

### International
Für Südkorea nahm Kim Kyu-hun bereits an der U18-Weltmeisterschaft 2000 in der Asien-Ozeanien-Division 1 teil. Sein Debüt in der Herren-Nationalmannschaft gab er bei der Weltmeisterschaft 2003 in der Division II. Auch 2005, 2006 und 2007, als er Topscorer des Turniers wurde und auch die beste Plus/Minus-Bilanz aufwies, spielte er in der Division II. Bei der Weltmeisterschaft 2008 spielte er in der Division I.
Bei den Winter-Asienspielen 2007 und 2011 gewann er mit der südkoreanischen Mannschaft jeweils hinter Kasachstan (2007 Silber und 2011 Gold) und Japan (2007 Gold und 2011 Bronze) die Bronzemedaille.

## Erfolge und Auszeichnungen
- 2003 Aufstieg in die Division I bei der Weltmeisterschaft der Division II, Gruppe A
- 2007 Bronzemedaille bei den Winter-Asienspielen 2007
- 2007 Aufstieg in die Division I bei der Weltmeisterschaft der Division II, Gruppe B
- 2007 Topscorer und beste Plus/Minus-Bilanz bei der Weltmeisterschaft der Division II, Gruppe B
- 2010 Gewinn der Asia League Ice Hockey mit Anyang Halla
- 2011 Gewinn der Asia League Ice Hockey mit Anyang Halla
- 2011 Bronzemedaille bei den Winter-Asienspielen 2011
- 2015 Special Price der koreanischen Eishockeyliga